# Lomatium orientale
Lomatium orientale är en flockblommig växtart som beskrevs av John Merle Coulter och Joseph Nelson Rose. Lomatium orientale ingår i släktet Lomatium och familjen flockblommiga växter. Inga underarter finns listade i Catalogue of Life.